# Mega Man Zero 2
Mega Man Zero 2, conocido en Japón como Rockman Zero 2 (ロックマン ゼロ2 Rokkuman Zero Tsū?), es un videojuego creado por Keiji Inafune, desarrollado por Inti Creates, distribuida por la compañía Capcom para la consola Game Boy Advance en 2 de mayo del año 2003 solo en Japón. El primer juego de la serie, y la quinta serie de la Franquicia de Megaman. También fue lanzado el mismo día en América del Norte como fue Mega Man X7. También fue lanzado por la Consola Virtual de Wii U en 7 de enero de 2015 en Japón.

## Argumento
Un año después de haber derrotado Copy X, Zero ha pasado su tiempo vagando el desierto, peleando solo contra Neo Arcadia y derrotando ola tras ola de Pantheons. Fatigosamente se abre camino a través de una tormenta de arena envuelto en una capa. A medida que la tormenta cesa, aparecen Pantheons persiguiéndolo. A pesar de estar en mal estado, con su armadura y armas dañadas, una vez más se lanza al ataque. Justo cuando Zero finalmente colapsa por agotamiento después de derrotar a un jefe de escorpión mecánico, Harpuia aparece frente a él y lo devuelve a la base de la Resistencia donde es reparado. Zero es informado por el nuevo general, Elpizo, que la Resistencia prepara un ataque final contra Neo Arcadia aprovechando la ausencia de un líder. Sin embargo, Zero no cree que la situación se resuelva tan fácilmente, pero acepta ayudar en una serie de misiones.

### Desarrollo del Juego
En una de estas misiones, se encuentra con dos "Elfs Bebes", las cuales buscan a su "madre". X aparece nuevamente y revela que es necesario evitar a toda costa que estas criaturas encuentren a su madre. Sin embargo, la madre de los Bebes Elfs es la "Elf Oscura" quien fue el primer Elf y fue usado para limpiar del mal a la Tierra; En ese entonces Elpizo en su ambición de poder y tras una derrota ante los "3 guardianes" (uno de ellos "Phantom" murió ante Zero en el Megaman Zero 1) decide fusionarse con la Elf Oscura.
Ahora Zero deberá pelear tanto contra Elpizo y sus delirios de grandeza, como contra los Tres Guardianes, Harpuia, Fefnir y Leviathan, que tratan de dirigir a Neo Arcadia. Sin embargo los Guardianes son forzados a combatir contra Zero, siendo influidos por los Elfs Bebes o simplemente cumpliendo su deber de evitar que Zero o Elpizo alcancen el Santuario de Yggdrasil, un lugar secreto donde descansa el cuerpo original de X.
Finalmente, Elpizo logra llegar a Yggdrasil, donde se revela que el cuerpo del X original está escondido protegiendo en su interior a la Elf Oscura, sellándolo. Elpizo destruye el cuerpo de X y el gran poder de la Elf Oscura se libera. Este poder convierte a Elpizo en una gran máquina de guerra, corrupta por su ambición de poder, a la que Zero deberá vencer. Al ser vencido, Elpizo queda muy dañado, pero dándose cuenta de la gravedad de sus acciones. la Elf Oscura se torna blanco en un momento, y convierte a Elpizo en un Ciber Elf dándole así una segunda oportunidad de vivir, después la Elf Oscura desaparece junto con sus "hijos". X aparece y le cuenta que ella no siempre fue llamada Elf Oscura, al nacer detuvo las Guerras Mavericks y la conocían cómo Madre Elf. Pero alguien llamado Dr. Weil le puso una maldición (La reprogramo) y se convirtió en la Elf Oscura.
En algún lugar, el Dr Weil considerará que es su momento de actuar.

### Misiones
Este juego vuelve al esquema de misiones típico de MegaMan (etapa introductoria, una serie de escenarios de juego, fortaleza final). 
Tras la escena introductoria, el jugador debe pasar dos series de cuatro escenarios custodiados por los Reploides de Neo Arcadia. Estos escenarios están separados por una serie de misiones obligatorias. Tras la segunda tanda de misiones normales hay tres misiones obligatorias en Neo Arcadia para llegar al escenario final.
Índice de Misiones:
| Misión                                                              | Escenario                                                                            | Jefe                                            |
| ------------------------------------------------------------------- | ------------------------------------------------------------------------------------ | ----------------------------------------------- |
| Misión Introductoria: Protegerse en el Desierto (interfaz 1 dañada) | Desierto                                                                             | Escorpión                                       |
| "Rescatar Soldados"                                                 | Bosque de Dysis                                                                      | Hyleg Ourobockle                                |
| "Infiltrar Sistemas Computacionales"                                | Zona de Información, Acceso 1                                                        | Polar Kamrous                                   |
| "Detener Generadores"                                               | Complejo de Poder                                                                    | Phoenix Magnion                                 |
| "Obtener Suministros"                                               | Tren de Neo Arcadia                                                                  | Panther Faulclaws                               |
| Misión Especial: "Vigilar Operación Righteous Strike"               | Base de Neo Arcadia                                                                  | Golem E, Golem F, Golem I en una batalla triple |
| Misión Especial: "Defender la Base de la Resistencia"               | Base de la Resistencia, desde la nave de transporte enemiga (desbloqueable en cueva) | Kuwagust Anchus                                 |
| "Perseguir a Elpizo"                                                | Bosque de Notus                                                                      | Bubble Hekelot                                  |
| "Buscar Información"                                                | Zona de Información, Acceso 2                                                        | Leviathan                                       |
| "Atrapar a Elpizo"                                                  | Cueva                                                                                | Harpuia                                         |
| "Atrapar a Elpizo"                                                  | Fábrica de Transportes                                                               | Fefnir                                          |
| "Liberar entrada a Neo Arcadia"                                     | Entrada a Neo Arcadia                                                                | Rainbow Devil MK-II                             |
| Neo Arcadia                                                         | Templo del Fuego                                                                     | Fefnir ESP                                      |
| Neo Arcadia                                                         | Templo del Hielo                                                                     | Leviathan ESP                                   |
| Neo Arcadia                                                         | Templo del Viento                                                                    | Harpuia ESP                                     |
| Misión Final: "Proteger Yggdrasil de Elpizo"                        | Yggdrasil                                                                            | Elpizo + Dark Elf                               |

### Body parts
Es posible juntar piezas para la armadura de Zero, las cuales vienen en "Forms (Formas)". Estas formas son obtenidas al cumplir una serie de requisitos (como disparar tantas veces con el Z-Buster o bloquear disparos con el Z-Boomerang) y le dan a Zero habilidades especiales como: "borrar" disparos con el Z-Saber, recibir los golpes sin ser empujado o disparar incesanmente con el Z-Buster.

### Jefes
Hay dos series de 4 escenarios normales (8 jefes en total), más series de "misiones intermedias" un jefe cada una, de carácter obligatorio. Los ocho reploides de Neo Arcadia son:
- Panther Faulclaws, Hyleg Ouroborus, Polar Kamrous, Phoenix Magnium;
- Kuwagust Anchus;
- Burble Hekelot, Tres Guardianes (Harpuia, Fefnir, Leviathan);

Una diferencia respecto del anterior juego es que los escenarios de los jefes no son "simples". La mayoría involucran un suelo irregular, como en el caso del movimiento de los trenes (como en Panther) o simplemente la falta de suelo (como en Hyleg), incluso si es una aeronave, lo que hace los enfrentamientos más complicados.

### Extras
Este juego agrega la característica de poder obtener, de cada uno de los jefes de los escenarios normales, un movimiento especial, de la misma forma que hace Zero en la saga MegaMan X. Estas habilidades son denominadas EX-Skill y para obtenerlas es necesario que el jefe del escenario las use contra Zero en su combate, es decir, que el jugador se enfrente a los jefes con un rango A o S.

### Sobre Elpizo
De acuerdo a los drama-tracks del soundtrack, Elpizo (Elpis en Japón) originalmente era un reploide burócrata que trabajaba en Neo-Arcadia, formaba parte de un grupo de reploides producidos en serie y sin nombre, siendo la única forma de identificación su número de serie: TK-31, en una misión, cuando se descubrió una biblioteca subterránea, (probablemente la misma del nivel de Volteel Bilio en el Megaman Zero 3) encontró información sobre archivos antiguos, el Dr. Weil, Omega, La Madre/Oscuro Elf y los Elfs bebes, la batalla entre X y Omega, el PROYECTO ELPIS (Elpizo) : NACIMIENTO DE LA ESPERANZA, sin embargo fue descubierto y se le ordenó ignorarlo y no volver a hablar de ello, una semana después fue catalogado Maverick, pero pudo escapar porque en ese momento hubo un ataque de la Resistencia, entonces se autobautizó Elpizo, pues él sería la esperanza de los Reploides que injustamente fueron catalogados Mavericks, en algún momento logró obtener uno de los Elfs bebes, mismo que alteró la mente de Elpizo para lograr reunirse con su madre, la Elf Oscura.